# 科津
50°12′59″N 30°39′32″E / 50.21639°N 30.65889°E
科津（羅馬化：Kozyn）是烏克蘭的市級鎮，位於該國中北部基輔州，處於第聶伯河畔，距離奧布希夫15公里，面積189.4平方公里，2012年人口3,229，人口密度每平方公里16.8人。